# PET (motorfiets)
PET is of was een waarschijnlijk Taiwanees merk van elektrische hulpmotoren dat in de Verenigde Staten verkocht werd.
PET is de afkorting van Portable Electric Transport.
De PET is een clip-on elektromotor voor een Dahon-vouwfiets. De PET wordt gemonteerd boven het achterwiel en drijft dit aan met draaiende rol (wrijvingswiel). De topsnelheid is 15 kilometer per uur en de actieradius 11 kilometer. Er kan wel een zonnepaneel bij geleverd worden.